# Gum Tree Canoe
Gum Tree Canoe — (с англ. — «Каноэ «Эвкалиптовое дерево»») — студийный альбом Джона Хартфорда, выпущенный в 1984 году под лейблом «Flying Fish Records».

## Об альбоме
Gum Tree Canoe посвящён памяти Марти O’Коннора и американского исполнителя кантри Мерли Тревиса. Последний, получил особую известность после исполнения популярной песни Sixteen Tons в 1946 году.
На обложке альбома изображён пароход «Лорена» (англ. Lorena) на реке Маскингам.
Пятиструнное банджо Джона Хартфорда, использованное в записи, было выставлено на продажу на аукционе «Hartford Timbertone».

## Список композиций

### Сторона один
| Трек | Название песни          | Автор(ы)                       | Время |
| ---- | ----------------------- | ------------------------------ | ----- |
| 1.   | I’m Still Here          | Джон Хартфорд                  | 2:53  |
| 2.   | Way Down The River Road | Джон Хартфорд                  | 2:17  |
| 3.   | Gum Tree Canoe          | С. С. Стил, арр: Джон Хартфорд | 4:05  |
| 4.   | Your Long Journey       | Док и Роза Ли Уотсон           | 2:25  |
| 5.   | Jug Harris              | Джон Хартфорд                  | 2:24  |

### Сторона два
| Трек | Название песни                            | Автор(ы)                                                                     | Время |
| ---- | ----------------------------------------- | ---------------------------------------------------------------------------- | ----- |
| 1.   | Little Piece Of My Heart                  | Барт Бёрнс-Рэгэвой                                                           | 3:11  |
| 2.   | Take Me Back To My Mississippi River Home | Фиддин Джон Карсон, арр: Джона Хартфорда                                     | 3:05  |
| 3.   | Lorena                                    | Рев. Генри Де-Лафайет Вебстерс, Джозеф Филбрик Вебстер, арр: Джона Хартфорда | 4:44  |
| 4.   | Wrong Road Again                          | Аллен Рейнольдс                                                              | 3:23  |
| 5.   | No Expectations                           | Мик Джаггер и Кит Ричардс                                                    | 2:27  |

## В записи участвовали
- Джон Хартфорд — банджо, вокал
- Джек Клемент — ритм-гитара, добро, гавайская гитара
- Марк Ховард — ведущая гитара
- Марк О’Коннор — ведущая гитара, мандолина
- Рой М. Хаски старший — бас
- Сэм Буш — мандолина
- Марти Стюарт — мандолина
- Кенни Мелон — ударные инструменты
- Джерри Дуглас — добро
- Билли Ли Райли — губная гармоника
- Джинни Сили — вокал
- Томми Ханнум — вокал
- Рич Шульман — вокал

Производство
- Фотограф — Кларенс С. Брукс МакКоннелсвилл, штат Огайо 1895.
- Иллюстрация обложки альбома — Дэвид Аззарелло
- Продюсер альбома — Джек Клемент (студия Cowboy Arms Hotel and Recording Spa.)
- Проектирование — Джек «Stack-A-Track» Грошмел, а также Нилс Клемент и Джим Руни
- Работа над ремиксами — Рич Адлер